# Грядки (Витебская область)
Гря́дки (бел. Гра́дкі) — деревня в Витебском районе Витебской области Беларуси. Входит в состав Новкинского сельсовета.

## География
Расположена в 7 км к югу от Витебска.
2,5 км западнее деревни проходит автодорога республиканского значения Р-25 «Витебск — Сенно — Толочин» (проезд к автотрассе через деревню Бровщина). На востоке в 1,7 км деревня Городнянский Мох.
Ближайшие населённые пункты Бровщина, Зубаки и др.
С востока и юга от Бровщины находится верховое болото «Урочище Городнянский мох», на котором почти 60 лет велась промышленная торфоразработка.

## История
16 июля 1954 года центр Шумнянского сельсовета перенесен в деревню Русаки (сейчас, южная часть деревни Сосновка) и сельсовет переименован в Русаковский.
22 декабря 1960 года Русаковский сельсовет был упразднен, его территория вошла в состав новообразованного Новкинского сельсовета.

## Население

### Численность
- 2009 год — 14 жителей

### Динамика
- 1969 год — 169 жителей, 27 дворов
- 1999 год — 16 жителей (перепись населения)
- 2000 год — 18 хозяйств
- 2009 год — 14 жителей (перепись населения)[5]
- 2018 год — 4 жителей, 4 хозяйства

## Улицы
- Луговая